# Rattus argentiventer pesticulus
Rattus argentiventer pesticulus is een ondersoort van de rat Rattus argentiventer die voorkomt op de Indonesische en Oost-Timorese eilanden Bali, Lombok, Sumbawa, Sangeang, Komodo, Flores, Adonara, Lembata, Alor, Timor, Tanimbar en Sulawesi. De meeste van deze eilanden behoren tot de Kleine Soenda-eilanden. Een synoniem van deze soort is Rattus rattus bali Kloss, 1921, oorspronkelijk beschreven uit Bali. Hoewel beide namen dus in hetzelfde jaar beschreven zijn, is pesticulus ouder volgens Maryanto (2003).
Deze ondersoort is iets groter dan alle andere ondersoorten, behalve R. a. saturnus uit Sumba. De vacht is dun en hard, maar niet stekelig. De rugvacht is roodbruin en wordt grijzer naar de flanken toe. De buik is wit. De staart is middelmatig lang en bedekt met dunne, lichtbruine haren. De voorvoeten zijn bruin, de achtervoeten wit.